# سفارة كوريا الجنوبية في مصر
سفارة كوريا الجنوبية في مصر هي أرفع تمثيل دبلوماسي لدولة كوريا الجنوبية لدى مصر. تقع السفارة في القاهرة وهي تهدف لتعزيز المصالح الكورية جنوبية في مصر.

## وصلات خارجية
- قائمة سفارات كوريا الجنوبية
- قائمة السفارات في مصر